# تسع وثلاثون خطوة
 تسع وثلاثون خطوة هو فيلم فيلم إثارة بريطاني لعام 1959 من بطولة كينيث مور (Kenneth More) وتاينا إلج (Taina Elg)، وأنتجته بتي بوكس (Betty Box) وأخرجه رالف توماس (Ralph Thomas). ويعد هذا الفيلم الطبعة الجديدة لنسخة عام 1935 لألفريد هيتش كوك (Alfred Hitchcock)، مقتبس من رواية تسع وثلاثون خطوة (The Thirty-Nine Steps) للكاتب جون بوتشان (John Buchan).
في أحداث الفيلم، يعود الدبلوماسي ريتشارد هاناي (Richard Hannay) إلى وطنه الأم لندن وعن غير قصد يتورط بمقتل جاسوسة بريطانية تتحرى زعيم منظمة تخطط لبيع سر الصاروخ الباليستي البريطاني، لذلك يسافر هاناي إلى اسكوتلندا (Scotland) للهرب من الشرطة ولإكمال مهمة الجاسوسة.
ويعد هذا الفيلم النسخة الملونة لرواية بوتشان، وعلى عكس النسخة الأصلية فإنه يتميز بالتصوير في نطاق أوسع من المناطق. وقد تم أخذ الكثير من الحوارات والعديد من المشاهد (كهروب هاناي من القطار في جسر فورث (Forth Bridge) وخاتمة قاعة الموسيقى (music hall)) من النص الأصلي للفيلم. وكما في نسخة هيتش كوك، فالنص الأصلي كان معاصرا بدلا من أحداث ماقبل الحرب العالمية الأولى في النسخة الأصلية لبوتشان.

## الحبكة
في محاولة من ريتشارد هاناي (مور) لمساعدة مربية أطفال والتي كادت أن تقتل أثناء محاولة اغتيال الكر والفر الفاشلة تفاجأ بأنه لا يوجد طفل في العربة التي كانت معها. والغريب في الأمرأن هاناي إلتقى بالمربية في قاعة موسيقى القصر حيث كانت ذاهبة لحضور عرض السيد ميموري (جيمس هايتر). بعد ذلك، عادت مع هاناي إلى شقته وهناك اعترفت له بأنها تعمل جاسوسة لصالح المخابرات البريطانية وأنها تطارد عصابة تسمى ب «39 خطوة» وأن كل ما يعرفونه عن زعيم هذه العصابة المراوغ هو أنه فقد طرف أحد اصابعه. وتمتلك هذه العصابة مجموعة من الخطط بالغة السرية ل «البومرانغ» وهو مشروع الصاروخ الباليستي البريطاني والذي قد يقلب ميزان القوى في أوروبا. كما أخبرته بأنه يجب عليها الرحيل فورا إلى اسكتلندا ولكنها قتلت على يد اثنين من أعضاء العصابة عندما كان هاناي خارج الغرفة لإحضار الشاي لها.
وخوفا من أن يتهم بقتلها، قرر هاناي اكمال مهمتها. لذلك ركب قطار من فئة A4 من محطة السكة الحديدية "كنغ كروس" (King's Cross railway station) والمتجه إلى اسكوتلندا متنكرا بزي بائع الحليب متجنبا بذلك القاتلين خارج شقته.
وفي أثناء رحلته إلى اسكوتلندا تعرف على الآنسة فشر (تاينا إلج) مدربة لكرة الشبكة في مدرسة داخلية للبنات حيث تظاهر هاناي بأنها عشيقته لتفادي الخوض في تحقيقات الشرطة التي تحرس حدود ادنبرة إلا أن الآنسة فشر أفشت أمره للشرطة الأمر الذي جعله يقفز من القطار الواقف على جسر فورث.
وبعدها إلتقى ببيرسي بيكر (سيد جيمس) سائق شاحنة محب للمساعدة ومحكوم عليه سابقا والذي نصحه بالتوقف في (الجالوس) "The Gallows" وهو عبارة عن حانة ريفية تملكها نيلي لمزدن (برندا دي باينز) والتي اتهمت ذات مرة بممارستها السحر والشعوذة. وساعدت هاناي في تخطي دوريات الشرطة عن طريق إخفائه في عربة كانت تملكها وتستخدمها للمناسبات في حين تقوم هي وزوجها بصرف انتباه الشرطة عنه.
وأخيرا ظن هاناي بأنه وجد منزل بروفيسور لوجان (باري جونز) الشخص الذي يبحث عنه، ولكنه اكتشف بأنه قد خدع فالرجل في الواقع كان رئيس العصابة. لذلك توجه هاناي لإخبار الشرطة إلا أنها لم تصدقه مما اضطره للهرب قافزا من نافذة مركز الشرطة إلى مؤخرة ناقلة أغنام كانت مارة. وبعدها تظاهر بأنه محاضر في مدرسة داخلية للبنات في منطقة جبلية حيث تعمل الآنسة فيشر، وانتهى به الأمر ليجد نفسه يلقي محاضرة غريبة عن (الغابة وقارعة الطريق في أغسطس) "the woods and the wayside in August". وتعرفت عليه الآنسة فيشر وتم اعتقاله مرة أخرى ولكن هذه المرة على يد اثنين من المغتالين متنكرين بزي رجال المباحث. وبعد أن هتف على الآنسة فيشر للإتصال ب سكوتلاند يارد (Scotland Yard) واخبارهم عن البومرانغ قرر المغتالين أخذها هي كذلك.
وكانت يد هاناي مكبلة مع يد الآنسة فيشر في سيارة فورد زفاير (Ford Zephyr) مع قتلة محترفين ينوون اعادتهما إلى لندن إلا أن انفجار الإطار أعطى هاناي فرصة للهروب. وبيد واحدة دفع بمقود السيارة إلى أن صدمها بالرصيف وتعطلت مما جعله يعبر المرتفعات الاسكتلندية القاتمة وهو مكبل اليد مع الآنسة فشر. وفي نهاية المطاف، ساعدتهما الآنسة ماكدوغال (بيتي هندرسون) واستضافتهما في نزلها وقدمت لهما مكانا للنوم مع وجبة الإفطار بعد أن أخفى هاناي عنها حالة يديهما زاعما بأنهما زوجان هاربان.
استطاعت الآنسة فشر أن تحرر يدها من الأصفاد حينما كان هاناي نائما. وعندما كانت في طريقها للهرب من النزل سمعت صدفة محادثة متعقبيهما وهم يستطلعون أمرهما وأمر عصابة 39 خطوة من صاحبة النزل وأدركت حينها خطأها وعادت إلى هاناي لتساعده ولتخبره بالموعد الأخير للمتآمرين.
وكانت أحداث النهاية في قاعة موسيقى القصر حيث استفز هاناي السيد ميموري لإخباره عن مكان عصابة (تسع وثلاثون خطوة) لحظة اعتقال الشرطة له. وقد استخدم السيد ميموري ذاكرته الهائلة في حفظ خطط البومرانغ، إلا أنه قبل أن يكشف السر أطلق رئيس العصابة النار عليه وتم حفظ السر. وأما بالنسبة للمتآمرين الرئيسيين فإنهم إما أن يكونوا قد لقوا حتفهم أو أنهم قد اعتقلوا.

## الإنتاج

### الفيلم
يعرض الفيلم رواية بوتشان 1915 في هيئة جديدة، وتمتلك منظمة رانك (Rank Organisation) حقوق تحرير فيلم المخرج ألفريد هيتشكوك الذي عرض بالأبيض والأسود عام 1935، وإن الفيلم الذي صدر عام 1959 يعرض مجموعه من المشاهد المستوحاة من الفيلم المنتج سابقًا متضمنًا افتتاح قاعة الموسيقى والهروب على جسر فورث واشراك الأنثى لإضفاء طابع رومانسي. وذكر المخرج رالف توماس في مقابلة له أنه حاول إنتاج الفيلم بحس كوميدي لجعله بعيدًا عن نسخة هتشكوك الذي تم عرضه قبل الحرب. ويلاحظ أندروسبايسر (Andrew Spicer) أن «النقاد كشفوا عن الشعور بالطمأنينة تجاه الأداء البصري، كظهور مور مدخن للغليون ورجل رياضي في قبعة مسطحة»، وكما لاحظ العرض المعاصر لكينيث مور (يلعب بنوع من الاستهتار واللامبالاة). واشارت سو هاربر (Sue Harper) أنه لجعل الفيلم بعيدًا عن نسخة «السوابق المستعصية» للمخرج هتشكوك «تم القيام بتعديلات بسيطة وغير ناجحة» شملت تغيير المشهد من كوخ كروفتر (crofter's cottage) إلى مقهى رودسايد (roadside cafe) وتغيير دور هاناي من خطيب سياسي إلى محاضر في مدرسة للبنات. وفي إشارة إلى رواية بوتشان أنها شملت عدة لقاءات مع أشخاص اسكوتلنديين غريبي الأطوار.

### الممثلون
-كينيث مور بدور ريتشارد هاناي.
-تاينا إلج بدور فشر.
-برندا دي بانزي بدور نيللي لمسدن.
-باري جونز بدور بروفيسور لوجان.
-رجيانالد بكوذ بدور لمسدن.
- فايث بروك بدور ناني.
-ميشيل جودلايف بدور براون.
-جيمس هايتر بدور السيد ميموري.
-دوكان لامونت بدور كينيدي.
-جيمسون كلارك بدور ماكدوغال.
-أندرو كركشانك بدور شريف.
-ليزلي دواير بدور رجل الحليب.
-بيتي هندرسون بدور السيدة ماكدوغال.
-جون هكسون بدور مس دوبسون.
-سيد جيمس بدور بيرسي.
-براين أولتون بدور السيد برنجل.
وقد صقل مور نفسه حتى أصبح رجلا رائدا في مجال السينما البريطانية في عام 1950 بظهوره في أدوار بطولية في أفلام عدة مثل: الوصول للسماء (Reach for the sky) وليلة لا تنسى (A night to remember).
وفي الوقت نفسه كان أداء الممثلة والراقصة الفنلندية تاينا إلج لا يحظى بشعبية لدى النقاد المعاصرين الذين رأوا بأن أداءها غير مقنع وأن جمالها فقد قيمته بسبب حماقتها في الفيلم إن لم يكن بسبب مزاجها العصبي. أما باقي الممثلين فقد كانوا إلى حد كبير ممثلين طابعيين لديهم علاقة طويلة الأمد ب استوديوهات باين وود (Pinewood Studios) والمنتجة بيتي بوكس.
وبالإضافة إلى الأدوار الرئيسة، فإن الفيلم يبرز عددا من الأدوار الصغيرة لممثلين بريطانيين والذين أصبحوا معروفين فيما بعد من خلال أعمالهم مثل: جون هكسون بدور المعلم، وبرندا دي بانزي بدور العرافة. وبل سيمبسون وأندرو كروكشانك اللذان ظهرا معا في فيلم كتيب الطبيب فينلي (Doctor Finlay's casebook)، وقد كان هذا آخر ظهور لسيمبسون. وأما بيتر فوغان فقد كان أول ظهور له على الشاشة في فيلم 39 خطوة والذي لعب دور شرطي في القطار. وبالنسبة لسيد جيمس -معروف من عمله لدى توني هانكوك وأفلام أخرى- فقد لعب دور سائق شاحنة غير شريف والذي ساعد هاناي.

### التصوير
تم التصوير الداخلي للفيلم في المقام الأول في استديوهات باين وود مع مواقع تصوير واسعة النطاق في اسكوتلندا شملت: جنوب وشمال كوينسفيري (North and South Queensferry)، ودانبلين (Dunblane)، وبالكوهيدر(Balquhidder)، وألتسكيث (Altskeith)، وشلالات دوكارت (Falls of Dochart) في كيلن (Killin) وكذلك أجزاء أخرى من استيرلينغ (Stirling) وبيرثشاير (Perthshire) مثل: بريغ أوترك (Brig o' Turk) ومقهاه الخشبي من عام 1930 والذي ظهر في الفيلم باسم حانة «ذا جالوز». وشمل الفيلم أيضا على قسم كبير من المواقع في محطة ويفرلي (Waverley Station) ومحطة برنسز ستريت (Princes Street Station)، وادنبرة، وعلى جسر فورث، وعلى متن قطار من فئة A4. وتم تصوير الفيلم في ايست مان كولور (Eastmancolor) على يد المصور السينمائي ارنست ستيوارد (Ernest Steward).

### الموسيقى
كانت الموسيقى من تأليف الملحن البريطاني كليفتون باركر (Clifton Parker) الذي ألف بكثرة للسينما والمسرح في هذه الفترة. وعزف المقطوعة الموسيقية مور ماثيسون(Muir Mathieson). وكما تم أخذ العديد من الموضوعات اللحنية الموجودة في الفيلم من القطع الموسيقية التي أدتها ذا هاوس اوركسترا (the house orchestra) خلال أوائل مشهد قاعة الموسيقى وخاصة عرض السيد ميموري. وقد صنع نقد المجلس الوطني لاستعراض الصور المتحركة (the National Board of Review of Motion Pictures) مقارنة بين المسرح والفيلم مشيرا: (إن القطعة الموسيقية التي ألفها كليفتون باركر للطبعة الجديدة لفيلم 39 خطوة تمتلك افتتاحية ذات طابع مرح مثلت الجو المناسب. وكما أنها مقتضبة وليست صاخبة وتمتلك الخفة الموسيقية ووعود الكوميديا لا الإثارة).

## الاستقبال

### شباك التذاكر
احتل الفيلم المرتبة السادسة ضمن أكثر الأفلام مبيعا في شباك التذاكر البريطاني.

### الانتقادات
يعد هذا الفيلم أقل شأنا من فيلم هتشكوك 1935. وذكر المخرج رالف توماس بأن هذا الفيلم ليس المفضل لديه، وعندما سئل عن سبب قبوله لإخراج الفيلم صرح قائلا: (حسنا، امتلكت رانك حقوق الفيلم وقد كان بيننا عقد لذلك طلبوا مني إخراجه. لذا ذهبت إلى هيتشكوك لأسأله عن ذلك فأجابني قائلا: «إن كانت لديك الوقاحة لفعل ذلك فإمضي قدما يا بني إلا أنك لن تفعلها كما فعلتها أنا». وبالطبع فقد كان محقا، ففيلمه كان صورة رائعة وأما فيلمي فأعتقد بأنه كان مجرد وقاحة لم تؤتي ثمارها بعد، وعموما لقد ندمت على ذلك).
وأشار عدد من النقاد إلى بطء أحداث الفيلم وإلى افتقاره لعنصر التشويق الذي غالبا ما ينسب إلى جاذبية مور. وعند مقارنتها مع نسخة هيتشكوك، أشار أ.ه. وايتون بأن: (السرعة مع التنفيذ أكثر اعتدالا وتمدنا وبطريقة أو بأخرى أقل تشويقا عما كانت عليه سابقا. وقد يكون إخراج السيد توماس أساس كل شيء إلا أن أداء كينيث مور المصقول يفتقر إلى الإستعجال، فهو مقطب ورجل مهذب بعض الشيء ولكن حتما هو ليس من النوع الذي يتورط بمسائل الحياة أو الموت). ورأى مارك وولكر بعد مراجعة هذه النسخة مؤخرا ل لوف فيلم Love Film: (بأنه كفيلم هو بالكاد مساو لفيلم الشمال الغربي (North by Northwest) "، ولكن بوصفه نافذة للحياة في بريطانيا واسكوتلندا في عام 1950. وهناك الكثير لأوصي به تجاه هذه النسخة).

## عرض الفيلم
كان العرض الأول للفيلم في العالم في الثاني عشر من مارس من عام 1959 في ساحة ليسستر اوديون (Odeon Leicester Square) وكشف الستار عنه في الولايات المتحدة في العاشر من أكتوبر من عام 1960. وهو متوفر في صيغ الفيديو المنزلية في المناطق التي تحمل الرمز 2 بال(pal) على دي في دي (DVD) التابع لكارلتون الدولية في شاشة مكبرة 4*3 مرات من الأصلية بنسبة 1.75:1 بدون أي ميزات إضافية. كما أنه متوفر أيضا في المناطق التي تحمل الرمز 1 على الدي في دي التابع للجنة نظام التلفزيون الوطني (ان تي اس سي) (NTSC) حيث تم عرض الفيلم في الطباعة العريضة.

## وصلات خارجية
- تسع وثلاثون خطوة على موقع IMDb (الإنجليزية)
- تسع وثلاثون خطوة على موقع نتفليكس (الإنجليزية)
- تسع وثلاثون خطوة على موقع ألو سيني (الفرنسية)
- تسع وثلاثون خطوة على موقع Turner Classic Movies (الإنجليزية)
- تسع وثلاثون خطوة على موقع أول موفي (الإنجليزية)
- تسع وثلاثون خطوة على موقع فيلمافينيتي (الإسبانية)
- تسع وثلاثون خطوة على موقع قاعدة بيانات الأفلام السويدية (السويدية)
- تسع وثلاثون خطوة على موقع قاعدة بيانات الفيلم (الإنجليزية)
- تسع وثلاثون خطوة على موقع ليتربوكسد (الإنجليزية)
- تسع وثلاثون خطوة على موقع كينوبويسك (الروسية)
- 39 خطوة في قاعدة بيانات الأفلام على الإنترنت.
- تصوير المواقع في اسكتلندا.
- مقتطفات من فيلم39 خطوة (1959) على اليوتيوب.